# François Claessens
François Claessens (Berchem, 2 oktober 1897 - Antwerpen, 29 september 1971) was een Belgische gymnast. 

## Levensloop
Hij maakte reeds op jonge leeftijd deel uit van de 'Berchemse Turnkring'. Hij was diamantbewerker en mocht tijdens zijn legerdienst trainen voor de Olympische zomerspelen in 1920 te Antwerpen. Samen met zijn teamgenoten behaalde hij zilver in de Europese landenwedstrijd (turnen, team, Europees systeem, (Turnen op de Olympische Zomerspelen 1920)). 
Ook na de Spelen bleef hij actief in de sport. Zo nam hij onder meer in 1922 deel aan het atletiek Concours International de l´UIOCEP in Brno (Tsjechoslowakije). 